# دونالد إس. جونز
دونالد إس. جونز (بالإنجليزية: Donald S. Jones)‏ هو ضابط أمريكي، ولد في 18 مايو 1928 في ماديسون في الولايات المتحدة، وتوفي في 13 ديسمبر 2004 في لانكستر في الولايات المتحدة.